# Železnica Panamskega prekopa
Železnica Panamskega prekopa (PCR, špansko Ferrocarril de Panamá) je železniška proga, ki povezuje Atlantski ocean s Tihim oceanom v Srednji Ameriki. Pot se razteza 76,6 km čez Panamsko ožino od Colóna (Atlantik) do Balboe (Pacifik). Zaradi težkih fizičnih pogojev trase in stanja tehnologije je bila gradnja znana kot mednarodni inženirski dosežek, ki je stal 8 milijonov ameriških dolarjev in življenja približno 5000 do 10.000 delavcev. Železnica, odprta leta 1855, je bila pol stoletja pred Panamskim prekopom; železnica je bila ključnega pomena pri gradnji prekopa v zgodnjih 1900-ih. Z odprtjem prekopa se je trasa železnice spremenila zaradi nastanka Gatunskega jezera, ki je poplavilo del prvotne trase. Po drugi svetovni vojni je pomen železnice upadel in večina je bila zanemarjena do leta 1998, ko se je začel projekt obnove železnice za vleko intermodalnega prometa; nova železnica je bila odprta leta 2001.
Prvotno progo so zgradile Združene države, glavna spodbuda pa je bil velik porast potniškega in tovornega prometa iz vzhodnih Združenih držav v Kalifornijo po kalifornijski zlati mrzlici leta 1849. Kongres Združenih držav je zagotovil subvencije podjetjem za upravljanje poštnih in potniških parnikov na obalah in podprl nekaj sredstev za gradnjo železnice, ki se je začela leta 1850; prvi dohodkovni vlak je po celotni dolžini zapeljal 28. januarja 1855. Ob odprtju so jo imenovali medoceanska železnica, kasneje pa so jo nekateri opisali tudi kot »čezcelinsko« železnico, čeprav prečka le ozko ožino, ki povezuje severno in južno ameriško celino. Panamska železnica je nekaj časa imela v lasti in upravljala tudi čezoceanske ladje, ki so zagotavljale poštne in potniške storitve v nekaj večjih mestih na vzhodni oziroma zahodni obali ZDA.
Ko je bila ustanovljena v 19. stoletju znana kot Panama Railroad Company, danes deluje kot Panama Canal Railway Company (oznaka za poročanje: PCRC). Od leta 1998 je v skupni lasti takratnega Kansas City Southern, zdaj kanadskega pacifiškega Kansas Cityja, in Mi-Jack Products ter ga daje v najem vladi Paname. Železnica Panamskega prekopa je namenjena predvsem tovornemu prometu, vendar je upravljala tudi potniški promet med mestom Panama in Colónom.

## Zgodovina
Prva železnica je bila odprta leta 1855. Gradnja je potekala v zelo težkih razmerah, življenje je izgubilo okoli 5000 do 10.000 delavcev, predvsem zaradi bolezni.
Leta 1904 so Združene države pridobile soglasje novoustanovljene panamske vlade za izgradnjo in upravljanje prekopa. Odločitev za uporabo zapornic in umetnega jezera (Gatun) je pomenila, da je bilo treba spremeniti staro železniško traso iz leta 1855, ker je sledila dolini reke Chagres, ki bi jo jezero zalilo. Prav tako bi se železnica podaljšala in nenehno spreminjala v procesu gradnje. Delež Panamske železniške družbe, ključnega pomena pri gradnji prekopa, je v celoti nadzoroval vojni minister Združenih držav.
Nova tehnologija, ki v petdesetih letih 18. stoletja ni bila na voljo, je omogočila uporabo zemeljskih vrezov in nasutja na novi železnici, ki so bili mnogokrat večji od tistih, ki so bili izvedeni pri prvotni gradnji v letih 1851–1855. Obnovljena, precej izboljšana in pogosto preusmerjena panamska železnica se je nadaljevala ob novem kanalu in čez jezero Gatun. Železnica je bila dokončana v končni konfiguraciji leta 1912, dve leti pred prekopom, po ceni 9 milijonov dolarjev – 1 milijon dolarjev več od prvotne.
Po drugi svetovni vojni so Panamske železnice naredile nekaj dodatnih izboljšav. Združene države so leta 1979 vrnile nadzor nad železnico Panami in razmere so se začele slabšati. Do 1990-ih so se storitve zmanjšale do te mere, da so bili vlaki omejeni na 16 km/h, železnica pa je izgubljala milijone dolarjev na mesec. Panamska vlada je leta 1998 ugotovila, da železnica deluje daleč pod svojim potencialom, zato je zasebnim podjetjem ponudila 50-letno koncesijo za prevzem in obnovo železnice.
19. junija 1998 je vlada Paname predala nadzor nad železnico zasebni družbi Panama Canal Railway Company (PCRC), skupnemu podjetju med Kansas City Southern in proizvajalcem portalnih žerjavov Mi-Jack Products. Novo podjetje se je odločilo obnoviti železniško progo za prevoz kontejnerjev vzporedno s kanalom. Železnica je predvidevala, da bi lahko prevažala kontejnerje čez Panamo osemkrat hitreje kot prekop. Dela na novi železnici so se začela januarja 2000 in bila dokončana julija 2001 po ceni 76 milijonov dolarjev. Takrat se je začel potniški promet, tovorni promet pa nekaj mesecev kasneje. Ustvarjena sta bila dva kontejnerska terminala: na atlantski strani, blizu mednarodnega terminala Manzanillo (Colón), in pacifiški intermodalni terminal blizu pristanišča Balboa. Potniške postaje so v Colónu (imenovanem Atlantic Passenger Station) in železniški postaji Corozal, 6 km od mesta Panama.
Leta 2001 je bila proga popolnoma obnovljena in pretvorjena iz široke tirne širine s 1524 mm v standardno 1435 mm. V ta namen so bile kupljene rabljene standardnotirne dizelske lokomotive in tla starega predora Miraflores so bila znižana, da bi lahko prilagodili dodatno višino zabojnikov z dvojnimi skladi.
Tirnice so bile zamenjane s 136 lb/yd (67,46 kg/m) neprekinjeno varjenimi tirnicami, kupljenimi pri Sydney Steel Corporation v Sydneyju, Nova Škotska, Kanada. Podobno je bila zdrobljena kamnina, uporabljena za balast, kupljena pri Martin Marietta Materials v Auld's Cove, Nova Škotska, Kanada. Betonski pragovi (vezi) so bili uporabljeni, da bi preprečili poškodbe zaradi termitov in drugih žuželk. Trasa je bila nekoliko spremenjena z dodano bližnjico okoli zapornic Gatún. Proga je zdaj enotirna, z nekaj strateško postavljenimi odseki dvotirne (blizu Gamboa in Monte Lirio). V bližini Colóna je bila zgrajena vzdrževalna delavnica, ki lahko sprejme tudi portalne žerjave za nakladanje kontejnerjev, ki so prav tako v lasti in upravljanju PCRC.
Od leta 2018 je bil vsak ponedeljek do petka na voljo en potniški prevoz na smer. Vlak Corozal (Panama City)–Colón vozi eno uro. Medtem ko je glavni namen vlaka kot primestna železnica za tiste, ki živijo v mestu Panama in delajo v Colonu, je postal tudi turistični vlak. Ker je železnica bila uporabljena med gradnjo prekopa, poteka vzporedno s prekopom in ponuja pogled nanj. Železniški vagoni so klasične narave, s prvorazredno opremo, barom, z razglednimi površinami na drugi ravni in razgledom na prostem.

## Vozila
Podjetje ima v lasti deset dizelskih lokomotiv Electro-Motive Diesel F40PH. Edini potniški vlak je sestavljen iz petih zgodovinskih vagonov odprtega tipa, vsak z odprto ploščadjo in panoramskim vagonom, na vsakem koncu pa ima lokomotivo F40. Prevoz kontejnerjev se izvaja z dvonadstropnimi kontejnerskimi vagoni. Za promet na gradbiščih so na voljo tudi tirna vozila.
- Dizelska lokomotiva EMD F40PH pred potniškim vlakom
- Notranjost vagona
- Kontejnerski terminal na pacifiški strani z dvonadstropnimi kontejnerskimi vagoni
- Most čez Río Chagres

## Film
Susanne Mayer-Hagmann: Ob kanalu - železnica v Panami. D, 2016, 43 min., iz serije SWR's Railway Romanticism, epizoda 904 (tudi o japonskih lokomotivah z zobatim kolesom, pritrjenih na obeh straneh sistemov zapornic (vlečne lokomotive, mule), Panamski železnici in železniškem muzeju Museo del Canal Interoceánico de Panamá na nekdanjem sedežu podjetij za gradnjo prekopa)